# شيلي ميراندا باريت
شيلي ميراندا باريت (بالإنجليزية: Shelley Miranda Barrett)‏ هي ممثلة بريطانية، ولدت في عقد 1970 في بنارث ‏ في المملكة المتحدة.